# Stephen Paddock
Stephen Craig Paddock (9 de abril de 1953 – 1 de outubro de 2017) foi um Americano assassino em massa, que cometeu o Tiroteio de Las Vegas Strip em 2017. Ele disparou versões modificadas de armas semi-automáticas de seu quarto no 32.º andar do Mandalay Bay hotel para uma multidão de cerca de 22.000 espectadores em um festival de música country em Las Vegas, no dia 1 de outubro de 2017.
Paddock, que viveu em Mesquite, Nevada, morreu no local por suicídio, a partir de um tiro na cabeça infligido por ele próprio. O incidente ultrapassou o Massacre de Orlando como o mais massivo tiroteio em massa por um pistoleiro solitário na história dos EUA, com 58 mortes (excluindo Paddock) e 489 lesionados. Os motivos de Paddock  para o tiroteio são desconhecidos.

## Primeiros anos de vida, educação e carreira
Stephen Paddock nasceu em Clinton, Iowa. Ele cresceu em Tucson, Arizona, e Sun Valley, Califórnia, como o mais velho de quatro filhos de Benjamim Hoskins Paddock. Benjamin era um ladrão de banco, que foi preso em 1960, quando Stephen tinha sete anos de idade. Benjamin foi mais tarde condenado e escapou da prisão em 1969, posteriormente, aparecendo na Lista dos 10 mais procurados do FBI. Stephen tinha 15 anos na época. De Acordo com seu irmão Eric, eles nunca souberam realmente quem era seu pai, como ele nunca esteve com a sua mãe.
Em 1967, Paddock completou seus estudos de ensino médio na Richard E. Byrd, em seguida, formou-se na escola  John H. Francis Politécnico de Alta Escola , em 1971, e na California State University, Northridge , em 1977, com uma licenciatura em administração de empresas.
Paddock trabalhou para o governo federal de 1975 a 1985. Ele foi carteiro para o Serviço Postal de estados unidos de 1976 a 1978. Depois disso, ele trabalhou por seis anos como um agente Servidor da Receita Interna , até o ano de 1984. Em seguida, ele foi um auditor federal por um ano, em 1985, com foco na defesa de empreiteiros. No final da década de 1980, Paddock trabalhou por três anos como auditor interno para uma empresa que mais tarde se fundiram para formar a Lockheed Martin. Sua carreira de trabalho após este período não é totalmente clara. Ele é conhecido por ter executado um empreendimento no ramo imobiliário com seu irmão, Eric. Ele viveu ana área da Grande Los Angeles e tinha a propriedade de bens pessoais em diversas áreas, incluindo Panorama City, Cerritos, e Norte de Hollywood a partir da década de 1970 e início da década de 2000. Ele também era dono de imóveis para locação em todo o país, incluindo dois edifícios de apartamentos no bairro operário de Hawthorne, Califórnia. Além disso, ele possuía um complexo de apartamentos no subúrbio de Dallas Mesquite, que vendeu em 2012.
Parentes disseram que Paddock ganhou pelo menos $2 milhões de dólares, quando vendeu o ramo imobiliário. Entre as mais rentáveis, tinha o investimentos de um complexo de apartamentos comprados em 2004, o que lhe deu mais de meio milhão de dólares em renda anual, em 2011. Os registros de IRS mostram que ele fez $5 milhões a  $6 milhões de dólares em lucros de sua venda em 2015. Paddock foi um grande apostador, mas a medida em que ele pode ter lucrado com este dinheiro não é clara. Ele não era bem conhecido entre os grandes apostadores de  Las Vegas, e não era considerado uma "Baleia" (gíria para grandes apostadores) pelos casinos. Seu jogo de escolha era o solitário Video Poker, que ele tinha jogado por mais de 25 anos; Ao contrário do poker tradicional, que envolve o blefe, a principal noção necessária para o Video Poker é a habilidade de precisão matemática e o cálculo de probabilidades.

## Vida pessoal
De acordo com registros do tribunal, Paddock casou e se divorciou duas vezes. Ele foi casado pela primeira vez, a partir de 1977 a 1979, e, pela segunda vez, de 1985 a 1990, ambos os casamentos no Condado de Los Angeles, Califórnia. Os membros da Família dizem que ele esteve em bons termos com sua ex-esposa. Seu irmão diz que Paddock não tinha afiliações políticas ou organizações religiosas de qualquer tipo.
Paddock viveu no Texas e na Califórnia,, em seguida em uma comunidade para aposentados , em Melbourne, na Flórida , a partir de 2013 a 2015. Em 2016, ele mudou-se da Flórida para outra casa de aposentados, em Mesquite, Nevada, cerca de 80 milhas (130 km) a nordeste de Las Vegas. De acordo com os registros de propriedade, consta que ele comprou uma única casa da família em Mesquite em 2013, e vendeu seus dois quartos casa, em Melbourne. Por vários anos, ele vivia com a sua namorada em uma comunidade de aposentados em Reno, Nevada, além de sua casa em Mesquite. Muitos residentes de Mesquite lembraram apenas de vê-lo em torno da cidade; Aqueles que estão familiarizados com Paddock descreveram-lhe como alguém que não falava muito e mantinha um perfil calmo. A casa de armas da região nunca o viu em qualquer clube de arma ou tiro, incluindo improvisados queridos nas proximidades do deserto.
Um australiano conhecido disse que conheceu Paddock nos Estados Unidos e Filipinas. Ele descreveu Paddock como inteligente e metódico. Alegou que Paddock ganhou um monte de dinheiro em aplicação de algoritmos para jogos de azar em máquinas, e que ele estudou leis de armas. O conhecido considerou Paddock um homem generoso, sempre que ele e sua namorada de visitá-lo.
Em 2010, Paddock requereu e recebeu um passaporte dos EUA. Ele fez 20 viagens em navio de cruzeiro, visitou vários portos estrangeiros, incluindo na Espanha, Itália, Grécia, Jordânia e Emirados Árabes Unidos. Ele estava acompanhado de sua namorada em nove delas. Pelo menos um desses cruzeiros para o Oriente Médio aconteceu durante o último ano de sua vida.
A única interação de Paddock. com as forças da lei foi uma citação por trafico menor alguns anos antes do tiroteio, onde ele se defendeu em corte.  De acordo com os registros do tribunal, Paddock também processou o Cosmopolitan Las Vegas , em setembro de 2012, alegando que ele "escorregou e caiu sobre uma obstrução no chão" e foi ferido como resultado, a ação foi julgada improcedente, com prejuízo em outubro de 2014.
Nos últimos meses, supostamente, ele cheirava a álcool, ficou abatido, e lhe foi prescrito o ansiolítico Valium (diazepam) em junho de 2017. De acordo com a Business Insider, "A droga não deve ser tomada com álcool... Como conhecemos até o momento, a ligação entre diazepam e as ações de Paddock é tênue, apesar de algumas celebridades terem dito o contrário."
Duas semanas antes do ataque, a sua namorada foi para o seu país nativo, Filipinas com a sua sugestão. Paddock a entregou o valor de $100.000 dólares para comprar uma casa lá. Ele foi visto em Las Vegas com outra mulher, relatado por investigadores como sendo uma prostituta. Foi confirmado que ela não é uma cúmplice, e não é considerada uma suspeita. Seu nome não foi divulgado. Dois dias antes do disparo, Paddock foi gravado por uma casa de fiscalização do sistema de condução sozinho indo para uma área para a prática de tiro ao alvo localizado perto de sua casa.[carece de fontes?]

## Tiroteio em Las Vegas
Na noite de 1 de outubro de 2017, às 22h05, Paddock abriu fogo no seu quarto de hotel em uma grande multidão de espectadores da festa country Route 91 Harvest de Las Vegas, no Paradise, estado de Nevada, matando 58 pessoas e ferindo outras 489. 
Paddock planejou o ataque meticulosamente. No dia 28 de setembro, três dias antes, ele alugou um quarto no 32º andar do Mandalay Bay Hotel, que dava para o recinto do festival. A polícia encontrou 23 espingardas e um revólver dentro de sua sala, , incluindo AR-15-Style, e uma grande quantidade de munição. Dois fuzis foram montadas em tripés e foram equipados com mira telescópica. Doze das armas foram equipadas com equipamentos de modificação de fuzis, uma invenção recente que permite a simulação de armas semi-automáticas como se fossem armas automáticas. Gravações do ataque indicam que Paddock tenha usado esses estoques para disparar contra a multidão, em uma rápida sucessão de tiros.
Paddock parou de atirar na multidão, às 22h15, quando sua atenção foi desviada pela chegada iminente de um  guarda de segurança do hotel. Ele disparou cerca de 200 vezes através da porta de seu quarto, ferindo o guarda. Os policiais responderam ao chamado em seu andar e, violaram sua suíte com explosivos, depois de passar mais de uma hora evacuando as pessoas do andar. Paddock aparentemente tinha planejado para escapar do quarto do hotel, de acordo com a polícia, mas não foi revelado como. Ele foi encontrado morto dentro de seu quarto com um tiro na cabeça. Além de armas de fogo e acessórios encontrados na suíte de hotel, havia uma nota que ele teria incluído cálculos manuscritos sobre onde ele precisava atirar para maximizar sua mira. A nota incluía distância para o alvo, a sua própria elevação, e a trajetória da bala em relação à linha de fogo.
Nitrato de amónio, muitas vezes usado em dispositivos explosivos improvisados, foram encontrados no porta-malas de seu carro, juntamente com 1.600 munições e 50 libra (massa)s (23 kg) de Tannerite, um binário de explosivo usado para fazer alvos explosivos para a arma automática. No entanto, os investigadores esclareceram que, embora Paddock tinham "nefastas intenções" com o material, ele não parece ter montado um dispositivo explosivo.
De acordo com a polícia, Paddock agiu sozinho. Seu motivo é desconhecido. O Estado Islâmico do Iraque e do Levante assumiu a responsabilidade, mas a Polícia Americana não encontrou nenhuma evidência de uma ligação entre a Paddock e o ISIS.